# Grajera
Grajera est une commune de la province de Ségovie dans la communauté autonome de Castille-et-León en Espagne.

## Sites et patrimoine
- Église Saint Vitores (es)
- Rollo de Justicia (es)

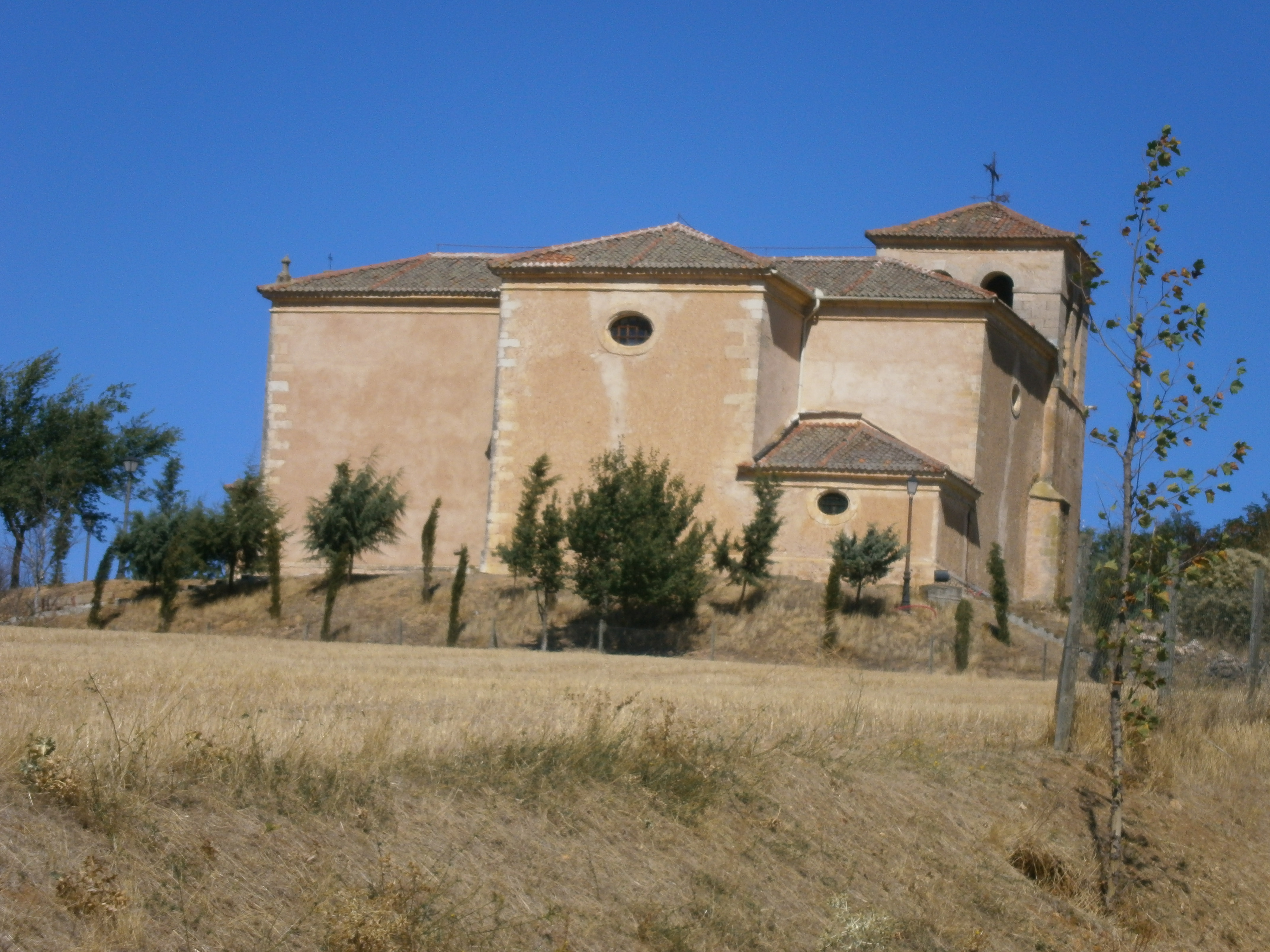
Église Saint Vitores.
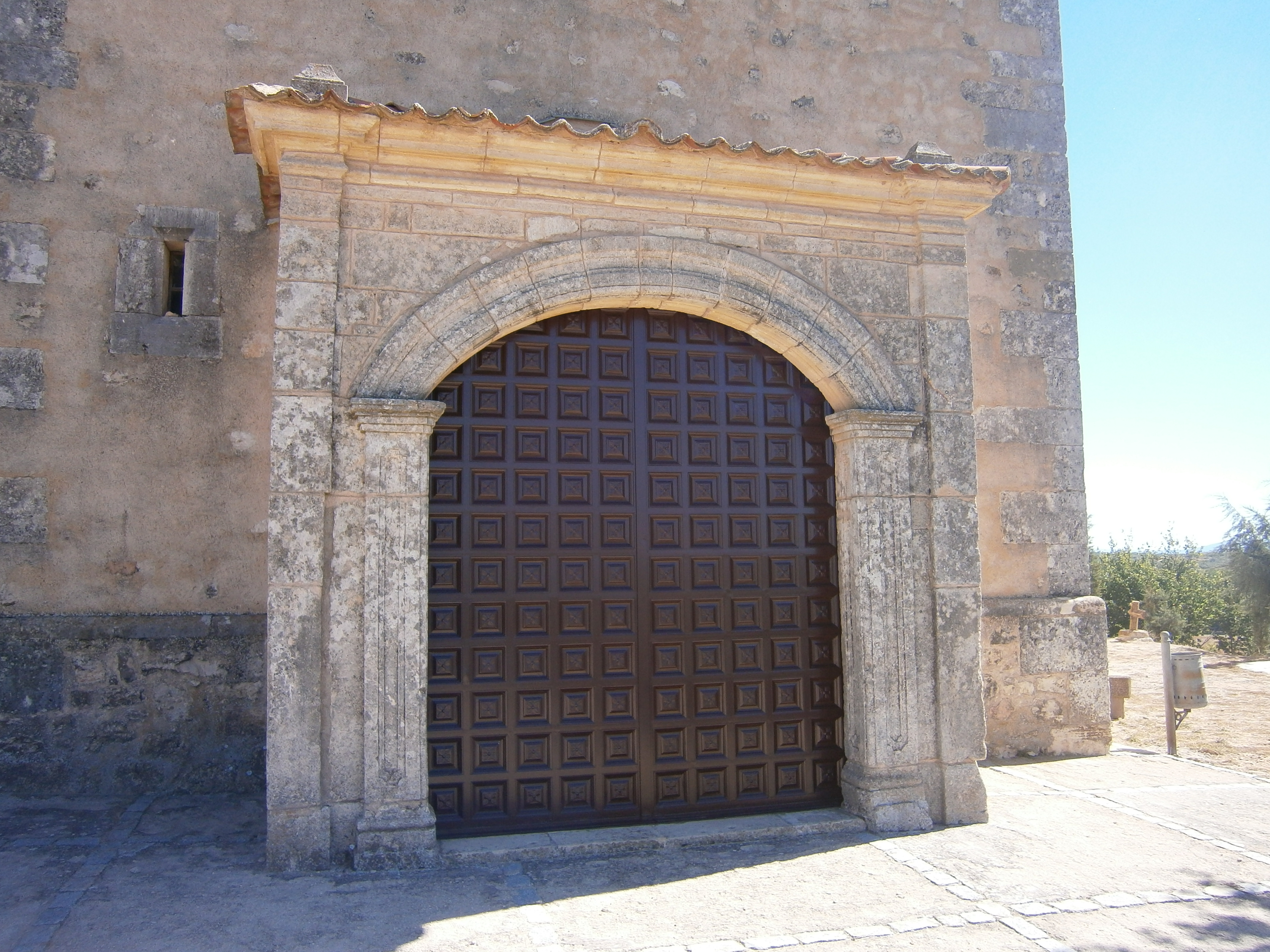
Porte de l'église Saint Vitores.
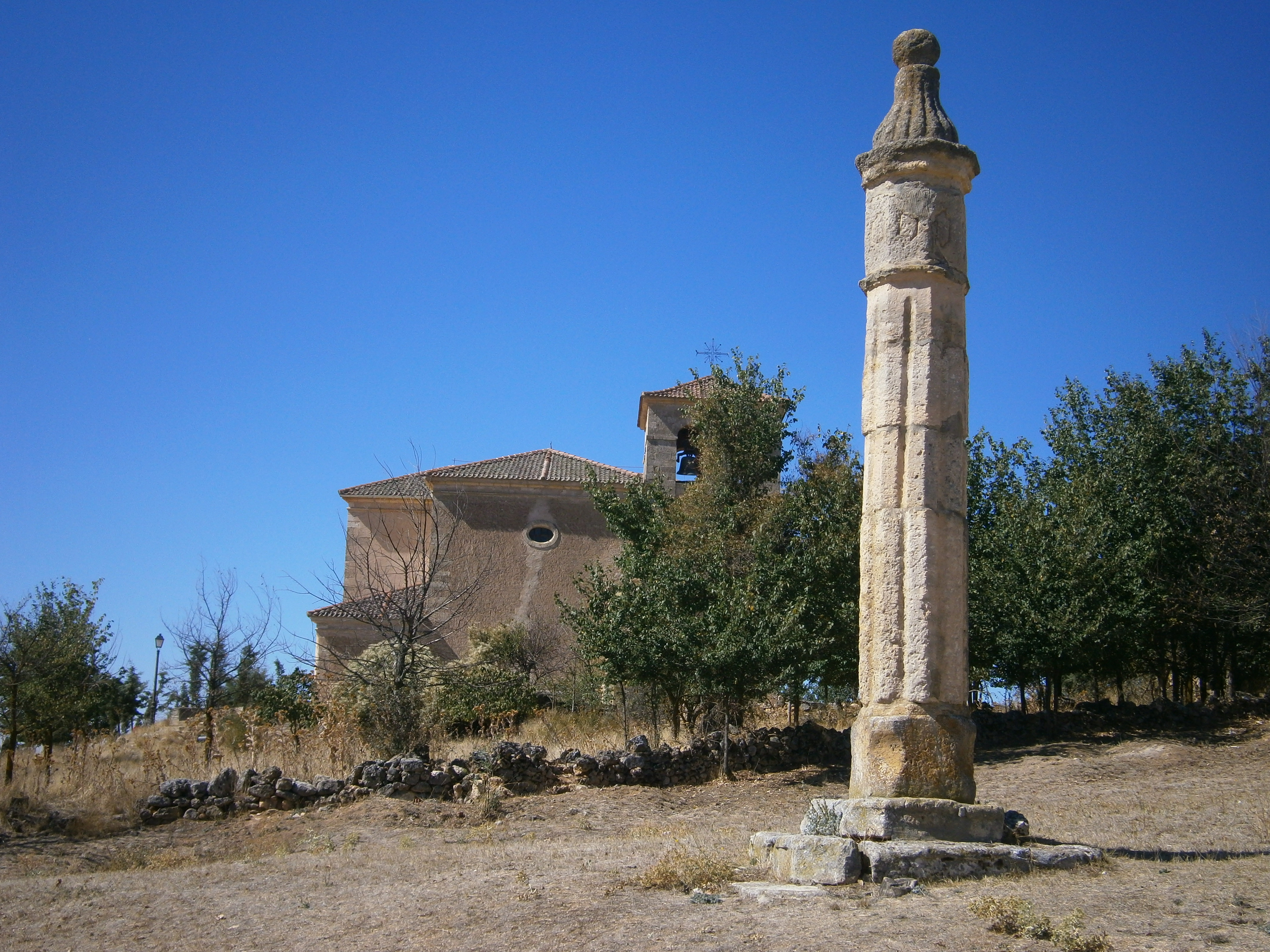
Rollo de Justicia de Grajera.